# Saga pedo
Saga pedo es un ortóptero que se distribuye discontinuamente desde la península ibérica hasta el nordeste de China, y con sus 12 cm de longitud es el representante más largo de su orden en Europa. Destaca por ser carnívoro, lo cual es infrecuente en este grupo.

## Descripción
Tiene un cuerpo muy alargado y estilizado, con un ovipositor muy visible y unas antenas largas e insertas entre los ojos.
Las patas presentan unos fémures y tibias con espinas que le sirven para capturar sus presas (habitualmente otros ortópteros), de modo parecido a Mantis religiosa.
No se conoce el macho, tan sólo la hembra, que es tetraploide y se reproduce por partenogénesis (Kallenbach, 1967).

## Distribución
Se distribuye por China noroccidental, Kazajistán, Uzbekistán, Tayikistán, Azerbaiyán, Georgia, Rusia, Rumania, Bulgaria, Eslovaquia, República Checa, Hungría, Sicilia, Cerdeña, Córcega, sur de Francia y España. En España se ha citado en las provincias de Albacete, Badajoz, Ciudad Real, Cuenca, Toledo, Segovia, Madrid, Valencia, Tarragona, Gerona y Zaragoza. La cita de Aires y Menano de 1916 para Portugal ha sido reiteradamente descartada por varios autores.

## Hábitat
Se encuentra en gran variedad de hábitats, es una especie xerotermófila (prefiere ambientes secos y cálidos); puede aparecer en cualquier tipo de vegetación, habiendo sido descrito en cerros, orillas de bosques, zonas con hierbas altas, sobre Juniperus sp, rastrojos, etc. En Cataluña ha sido localizado en matorrales silicícolas formados por jaras, brezos y zarzas desde 70 hasta 1.065 m sobre el nivel del mar. En Albacete se encuentra hasta la altitud de 1540 en Cerro Padrón.

## Conservación
La UICN lo declara vulnerable. Esta especie está catalogada por el catálogo de las especies amenazadas de Aragón como de interés especial por el Decreto 49/1995, del 28 de marzo.
Se encuentra incluido en el Catálogo Regional de Especies Amenazadas de Fauna y Flora Silvestres y de Árboles Singulares de la Comunidad de Madrid, clasificada como especie en Peligro de Extinción.